# دانا صلاح
دانا صَلاح (۱۹۸۹) خواننده، ترانه‌سرا و تهیه‌کنندهٔ اردنی-فلسطینی است.

## زندگی اولیه و تحصیلات
دانا صلاح در امان، اردن زاده شد و همان‌جا بزرگ شد. او نوشتن موسیقی را از سن ۹ سالگی آغاز کرد. در دوران کودکی، ابتلای او به اختلال کم‌توجهی-بیش‌فعالی تشخیص داده شد.  پس از اتمام تحصیلات در دانشگاه دوک در ایالت کارولینای شمالی، او برای پیگیری حرفهٔ موسیقی خود به نیویورک نقل مکان کرد. او در سال ۲۰۱۲ موفق به دریافت کارشناسی علوم در اقتصاد و کارشناسی هنر در مطالعات تئاتر شد. 

## حرفه
دانا صلاح فعالیت حرفه‌ای خود را با نام هنری «کینگ دکو» (King Deco) آغاز کرد. او ابتدا به‌عنوان دی‌جی در بروکلین فعالیت می‌کرد و برای دیگر هنرمندان و تبلیغات تلویزیونی ترانه می‌نوشت؛ یکی از ترانه‌های او در یک آگهی از برند میبلین استفاده شد. همچنین، مدتی کوتاه به‌عنوان مدل با برند لوازم آرایشی بابى براون همکاری داشت. تک‌آهنگ او در سال ۲۰۱۷ با عنوان «Move That Body» بیش از ۱۱ میلیون بار در اسپاتیفای پخش شد، به ردهٔ ششم جدول رقص آی‌تیونز آمریکا رسید و در جایگاه ۲۵ جدول ترانه‌های باشگاه رقص نیز قرار گرفت.
در سال ۲۰۲۱، در جریان دنیاگیری کووید-۱۹ و پس از موفقیت تک‌آهنگش در سال ۲۰۱۹ با عنوان «Castaway»، دانا صلاح به اردن بازگشت و نخستین تک‌آهنگ عربی خود را با نام «وِینه» (به انگلیسی: Weino) و با نام اصلی‌اش منتشر کرد. او در این قطعه از صدای دف و دیگر سازهای سنتی عربی بهره گرفت. این ترانه در مدت سه ماه بیش از ۱ میلیون بازدید در یوتیوب کسب کرد و به بیش از ۱۰۰۰ فهرست پخش شخصی در اسپاتیفای افزوده شد.در سال ۲۰۲۲، دانا صلاح به‌عنوان سفیر برنامهٔ Equal اسپاتیفای انتخاب شد و به این ترتیب، به نخستین هنرمند زن اردنی تبدیل شد که تصویرش بر روی بیلبوردی در میدان تایمز نیویورک به نمایش درآمد.در اکتبر ۲۰۲۳، در واکنش به نسل‌کشی در جریان جنگ غزه، ۲۵ هنرمند از منطقهٔ خاورمیانه و شمال آفریقا ـ از جمله دانا صلاح ـ در تولید تک‌آهنگی با عنوان «راجعین» همکاری کردند.او همچنین تک‌آهنگ خود با عنوان «یا طالعین»  را منتشر کرد؛ این اثر بر پایهٔ یکی از ترانه‌های رمزآلود فولکلور فلسطینی ساخته شده است که به‌طور سنتی توسط زنان برای مردانی که در زندان‌های اسرائیل محبوس هستند، خوانده می‌شود. 

## پیوندهای بیرونی
- وبگاه رسمی
- دانا صلاح در اینستاگرام
- کانال دانا صلاح در یوتیوب